# Albert von Melchior
Albert Melchior, ab 1912 von Melchior, (* 17. Mai 1844 in Bönnigheim; † 13. März 1913 in Nürtingen) war ein württembergischer Fabrikant.

## Leben
Nach dem Besuch des Gymnasiums in Heilbronn studierte Albert Melchior an der Technischen Hochschule Stuttgart Chemie. Am 1. Januar 1872 trat er in die Firma Heinrich Otto & Söhne in Nürtingen ein. Im Lauf der folgenden Jahre übernahm er die Leitung der Firma und erweiterte sie erheblich. Unter anderem erstellte er 1882 Fabrikneubauten in Neckartenzlingen und 1901 in Neckarhausen. 
1884 gründete er in Nürtingen die Baumwollspinnerei und Baumwollweberei Albert Melchior & Co. 1891 erwarb er eine Buntweberei-Fabrik in Frickenhausen und baute sie um.
Albert von Melchior war von 1893 bis 1913 Mitglied der Handelskammer Reutlingen. Er war verheiratet mit Berta Otto, der Tochter des Baumwollspinnerei- und Baumwollwebereibesitzers Heinrich Otto (1820–1906) in Nürtingen und hatte mit ihr 4 Kinder.

## Ehrungen, Nobilitierung
- 1912 Ehrenkreuz des Ordens der Württembergischen Krone, welches mit dem persönlichen Adelstitel (Nobilitierung) verbunden war
- Ernennung zum Geheimen Kommerzienrat

## Politik
Von 1907 bis zu seinem Tod war Melchior als Vertreter von Handel und Industrie Mitglied der Ersten Kammer des württembergischen Landtags. Er war Mitglied der nationalliberalen Deutschen Partei.